# Gaslit
Gaslit is een Amerikaanse politieke televisieserie gebaseerd op het eerste seizoen van de podcast Slow Burn van Leon Neyfakh over het Watergateschandaal. De hoofdrollen worden vertolkt door Julia Roberts, Sean Penn, Dan Stevens, Betty Gilpin, Shea Whigham, Darby Camp en Aleksandar Filimonović. De serie van Starzplay ging in première op 24 april 2022 en is in Nederland beschikbaar via Canal Digitaal en Viaplay.

## Verhaal
Gaslit speelt zich af in de jaren 70 ten tijde van het Watergateschandaal. Nixon wil zijn herverkiezing veiligstellen door manipulatie, list en bedrog. In Gaslit wordt een onbekend verhaal belicht, vanuit Martha Mitchell, de vrouw van John Mitchell. Zij was de eerste die publiekelijk alarm sloeg over Nixons betrokkenheid bij het afluisteren van de Democraten, wat uiteindelijk de val van Nixon in 1974 zou veroorzaken. Martha Mitchell was bekend in Arkansas en de vrouw van Nixons trouwe rechterhand en campagneleider bij de verkiezingen, John N. Mitchell.  Ze stond bekend als een indiscrete roddeltante, was loslippig en dronk veel. Ze had al snel door dat er duistere spelletjes gespeeld werden in aanloop van de presidentsverkiezingen, maar toen ze mensen hiervoor willen waarschuwen werd ze door niemand geloofd en volledig gegaslight.

## Productie
De serie van Universal Content Productions werd aangekondigd in februari 2020, met Sam Esmail als uitvoerend producent. Matt Ross trad toe als directeur en er ontstond een samenwerking met Starz. Julia Roberts werd gecast voor de rol van Martha Mitchell. Zij ging akkoord met het script op de voorwaarde dat Sean Penn de rol van John Mitchell zou spelen. 
In april 2020 begon het filmen in Los Angeles, Californië. In juli 2021 voegden Allison Tolman, J.C. Mackenzie, Chris Bauer, Chris Messina en Hamish Linklater zich bij de cast in terugkerende rollen. Sean Penn had geweigerd om terug te keren naar de serie totdat alle cast en crew van de productie het COVID-19-vaccin hadden. In september bereikten de studio en Penn een compromis waarbij Penn zijn scènes in twee weken zou filmen met een gevaccineerde productieploeg. 
Veertien castleden werden in oktober bevestigd voor terugkerende rollen. Op 2 februari 2022 kreeg de serie een premièredatum van 24 april 2022.

## Acteurs
- Julia Roberts als Martha Mitchell
- Sean Penn als John N. Mitchell
- Dan Stevens als John Dean
- Betty Gilpin als Mo Dean
- Shea Whigham als G. Gordon Liddy
- Darby Camp als Marty Mitchell
- Aleksandar Filimonović als Zolton

### Belangrijkste bijrollen
- Allison Tolman als Winnie McLendon
- J.C. MacKenzie als Howard Hunt
- Chris Bauer als James McCord
- Chris Messina als Angelo Lano
- Hamish Linklater als Jeb Magruder
- Jeff Doucette als Sam Ervin
- Patton Oswalt als Charles Colson
- Nat Faxon als Bob Haldeman
- Erinn Hayes als Peggy Ebbitt
- Patrick Walker als Frank Wills
- Carlos Valdes als Paul Magallanes
- Raphael Sbarge als Charles N. Shaffer
- Anne Dudek als Diana Oweiss
- Chris Conner als John Ehrlichman
- Brian Geraghty als Peter
- Nelson Franklin als Richard A. Moore
- Reed Diamond als Mark Felt
- Johnny Berchtold als Jay Jennings
- Adam Ray als Ron Ziegler
- Billy Smith als Ken Ebbitt

## Ontvangst
Op de website Rotten Tomatoes is 86% van de 29 beoordelingen van critici positief, met een gemiddelde beoordeling van 7,6/10. Metacritic, dat een gewogen gemiddelde gebruikt, kende een score van 73 van de 100 toe op basis van 20 critici, wat duidt op "over het algemeen gunstige beoordelingen".